# Brombya
Brombya es un género con una sola especie (Brombya platynema) de plantas de flores perteneciente a la familia Rutaceae. 
- Datos: Q9667126
- Multimedia: Brombya / Q9667126
- Especies: Brombya